# Come Clarity
Come Clarity er et album fra det melodiske dødsmetal-band In Flames. Det blev udgivet 3. februar 2006 i Europa gennem Nuclear Blast Records og i USA 7. februar gennem Ferret Records. Come Clarity indeholder tilbagevendende guitarharmonier og soloer fra bandet. In Flames beskriver det selv  som en blanding af den forrige og nuværende musik. Albummet blev placeret som nummer #1 i Sverige og i USA som nr. #58 på Billboard 200 hitlisten. 

## CD'ens indhold
De første to sange "Take This Life" and "Leeches" kan høres på In Flames officielle hjemmeside. 
Sangen "Dead End" er den fjerde In Flames-sang der har en kvindelig vokal (de andre sange er "Everlost pt.2" fra Lunar Strain, "Whoracle" fra Whoracle og "Metaphor" fra Reroute to Remain). Denne gang var den kvindelige vokal den svenske singer-songwriter Lisa Miskovsky.
Specialudgaven af albummet inkluderer en bonus DVD der indeholder optagelser af bandet som indspiller hele albummet med undtagelse af det sidste nummer. DVD'en indeholder også et fotogalleri af indspilningsperioden til Come Clarity.
Albummet havde originalt fået tildelt titlen Crawl Through Knives og skulle have været udgivet i det tidlige 2005. Både navnet og udgivelsesåret blev dog ændret. 
Cd coveret forestiller en hånd der griber fat om et menneskehjerte og en person i baggrunden der bløder. Det er tegnet af Derek Hess som er meget populær blandt metalbands og har lavet cd-covere til bands som Converge og Sepultura.
Albummet har for nylig fået en tildeling for Best Hardrock album i 2007. Den vandt en grammy over nominerede albums som The Haunteds The Dead Eye og HammerFalls Threshold.

## Spor
1. "Take This Life" – 3:35
2. "Leeches" – 2:55
3. "Reflect The Storm" – 4:16
4. "Dead End" – 3:22
5. "Scream" – 3:12
6. "Come Clarity" – 4:15
7. "Vacuum" – 3:39
8. "Pacing Death's Trail" – 3:00
9. "Crawl Through Knives" – 4:02
10. "Versus Terminus" – 3:18
11. "Our Infinite Struggle" – 3:46
12. "Vanishing Light" – 3:14
13. "Your Bedtime Story Is Scaring Everyone" – 5:25

- Alle sangene er skrevet af Anders Fridén, Björn Gelotte og Jesper Strömblad.

## Musikere
- Anders Fridén – Vokal
- Jesper Strömblad – Guitar
- Björn Gelotte – Guitar
- Peter Iwers – Bas
- Daniel Svensson – Trommer
- Lisa Miskovsky – Kvindelig vokal på sangen Dead End
- Örjan Örnkloo – Keyboard og programmering

## Links
- Come Clarity albumdetaljer Arkiveret 19. januar 2008 hos  Wayback Machine
- Come Clarity i pressen Arkiveret 19. januar 2008 hos  Wayback Machine
- Albumlyrikker